# Margot Kahl
Margot Inge Kahl Pingel (Puerto Varas, 9 de enero de 1961) es una ingeniera comercial y presentadora de televisión chilena. Se hizo conocida por presentar el programa Buenos días a todos entre 1992 y 2002.

## Carrera mediática

### Inicios en televisión yBuenos días a todos
Margot Kahl estudió Ingeniería comercial en la Facultad de Ciencias Económicas y Administrativas de la Universidad de Chile; paralelo a ello, trabajó como modelo de la revista Paula. De este modo llamó la atención de los ejecutivos de Televisión Nacional de Chile (TVN), quienes en 1984 la contrataron como lectora de la edición de la tarde del noticiero 60 minutos (conocido como «Edición Uno») junto a Eduardo Cruz-Johnson.
En 1991 regresa a TVN, como lectora de la Primera Edición de 24 horas acompañando a Eduardo Cruz-Johnson. Al año siguiente,  se convierte en presentadora, junto a Jorge Hevia, del programa matinal Buenos días a todos, período que fue el punto más alto de su carrera televisiva y con mayor éxito del programa magacín. En este programa se consolidó como «la mujer más creíble de Chile» (según un estudio de la agencia BBDO en 1999), lo que le trajo grandes beneficios a la hora de ser rostro de campañas publicitarias de grandes marcas como Ariel, Telefónica del Sur, y Almacenes París. Así mismo fue reconocida por la Asociación de Periodistas de Espectáculos (APES) como la «Revelación del año»,[¿cuándo?] y fue rostro de innumerables campañas del Hogar de Cristo.
En 1993 fue coanimadora del Festival Internacional de la Canción de Viña del Mar. A mediados de la década de 1990 también condujo Enlaces, un programa dedicado a la ciencia y tecnología.

### Paso por Canal 13
En febrero de 2002, Margot Kahl no renovó contrato con TVN, siendo reemplazada en Buenos días a todos por Karen Doggenweiler, y firmó por cinco años con Canal 13. El canal católico la contrataría para coconducir la segunda temporada del programa El lunes sin falta, espacio estelar animado por Álvaro Salas y Raúl Alcaíno. Sin embargo, el programa nunca se realizó debido a que Alcaíno renunció a Canal 13, mientras que Salas se mostró contrario a compartir escena con Kahl, una vez que supo el sueldo mensual de la animadora.
Ante tal panorama, Canal 13 tuvo que realizar dos estelares; uno para Salas, junto a Cecilia Bolocco con motivo del mundial de fútbol de Corea-Japón 2002, Aquí se pasa mundial, y uno para Kahl, que se tituló Por fin es lunes, el cual fue estrenado en mayo de 2002, siendo acompañada por el humorista Coco Legrand. En julio de ese año terminó la primera temporada, con un buen promedio de rating (alrededor de los 40 puntos), frente a los 15 puntos de TVN, y una gran lista de auspiciadores de la mano.
Sin embargo, Canal 13 quería replicar el concepto del trío de animadores —que fue muy exitoso con Viva el lunes— sumando a Antonio Vodanovic, ante lo cual Coco Legrand no aceptó y por ende no renovó contrato.[cita requerida] La segunda temporada, que comenzó en octubre de 2002 con Kahl junto a Vodanovic en la conducción, a pesar de que tuvo menos audiencia que la primera, pero fue igualmente exitosa, lo suficiente para renovar el programa. La tercera temporada, estrenada en 2003, resultó desastrosa en audiencia; Por fin es lunes perdía por 19,1 puntos, contra los 29,9 de Cirugía de cuerpo y alma de Megavisión. Con estos resultados, Canal 13 decidió terminar el programa en la mitad de la temporada, en su sexto capítulo. El paso de Kahl por Canal 13 no solo fue un fracaso televisivo, sino también se tradujo en una crisis en la imagen pública de la animadora, figurando como «el rostro peor evaluado de la televisión» en un estudio realizado por la Universidad Mayor y publicado por La Tercera en 2002.

### Incursión en la actuación y otras apariciones televisivas
Después de su salida de Canal 13, Margot Kahl vivió aprácticamente en el anonimato, hasta que en 2004 intentó dar un giro audaz a su carrera probando su talento en la actuación. Actuó con éxito de audiencia en uno de los capítulos del unitario El cuento del tío (TVN). y ese mismo año se involucró en la producción de lo que sería uno de sus proyectos más ambiciosos, la serie Letras de cobre, un programa semi-documental en que Margot actuaría personajes literarios creados por famosos escritores como Hernán Rivera Letelier, Francisco Mouat, y que significaría su mayor desafío histriónico actuando un romance junto a un actor interpretando a Pablo Neruda, sin embargo, el proyecto que habría de ser coproducido por la empresa Geo Imagen, TVN y cofinanciado por aportes privados de empresas mineras con miras a estrenarse durante 2005, no llegó a concretarse, quedando en archivo el episodio piloto "Fatamorgana", filmado en locaciones de la región de Antofagasta, pero que nunca tuvo estreno.
En 2006 regresó a las pantallas con un programa de conversación llamado Y tu también en Telecanal, el cual comenzó siendo emitido los domingos, y después pasó a los sábados en horario estelar. El programa era una de las grandes apuestas del canal que llevaba pocos meses al aire, y se grababa en el Hotel Ritz-Carlton de Santiago. Kahl renovó contrato con la señal y así, se confirmó una segunda temporada de Y tu también, sin embargo ésta no se concretó ya que la animadora, en acuerdo con los ejecutivos de Telecanal, pusieron fin al contrato meses más tarde.[cita requerida]

### Regreso a TVN
Luego de su salida de Telecanal, Kahl se mantuvo alejada de la televisión y los medios en general. En agosto de 2022, TVN comunicó el regreso de Margot Kahl en el rol de conductora, tras dieciséis años alejada de la televisión y veinte años en específico de señal pública. Su primer programa Hoy se habla, es un programa de actualidad y conversación, acompañado junto a Yamila Reyna, María Elena Dressel y María José Castro. Estrenó el 3 de octubre de 2022. Sin embargo, su primera aparición en el canal estatal fue como invitada al programa nocturno Buenas noches a todos, conducido por Eduardo Fuentes. El 17 de febrero de 2023, Kahl asistió a la alfombra roja de la Gala de Viña 2023, cautivado a la prensa de espectáculos por su elegante vestuario sustentable. El 27 de febrero de 2023, Kahl junto a Jorge Hevia, iniciaron la nueva temporada de Buenos días a todos, tras veintiún años de haber sido los principales conductores del programa matinal.

## Carrera gerencial
En los años posteriores a su salida de la televisión Kahl se ha dedicado a trabajar en el área empresarial. En 2008 asumió como gerente de Asuntos Corporativos de la empresa Sonda, y en 2010 asumió como gerente de Asuntos Corporativos y Responsabilidad Social Empresarial en McDonald's Chile. En 2015 asumió como gerenta general de Red Alimentos, cargo que ejerció hasta comienzos de 2016.[cita requerida]

## Vida personal
Margot Kahl se casó en 1985 con el ingeniero Roberto Moser, con quien tuvo tres hijos. Ese matrimonio se anuló en 1994. En febrero de 1997 se casó con Víctor Ossa, con quien tuvo una hija.

## Programas de televisión
| Año       | Programa                                             | Rol            | Canal       |
| --------- | ---------------------------------------------------- | -------------- | ----------- |
| 1984-1988 | 60 minutos                                           | Presentadora   | TVN         |
| 1991-1992 | 24 Horas                                             | Presentadora   | TVN         |
| 1992-1994 | Enlaces                                              | Presentadora   | TVN         |
| 1992-2002 | Buenos días a todos                                  | Conductora     | TVN         |
| 1993      | Festival Internacional de la Canción de Viña del Mar | Copresentadora | TVN         |
| 1996      | Loca piel                                            | Cameo          | TVN         |
| 2002      | Teletón                                              | Conductora     | TVN         |
| 2002-2003 | Por fin es lunes                                     | Conductora     | Canal 13    |
| 2002      | Calor humano                                         | Invitada       | Chilevisión |
| 2006      | Y tu también                                         | Conductora     | Telecanal   |
| 2022      | Buenas noches a todos                                | Invitada       | TVN         |
| 2022-2023 | Hoy se habla                                         | Conductora     | TVN         |
| 2023      | Gala de Viña 2023                                    | Invitada       | TVN         |
| 2023      | Buenos días a todos                                  | Invitada       | TVN         |
| 2023      | De tú a tú                                           | Invitada       | Canal 13    |